# Jayme Periard
Jayme Guimarães Periard (Niterói, 14 de junho de 1961) é um ator brasileiro.
Antes de 1981, já fazia teatro amador, tendo ingressado na escola de teatro Martins Pena e tido aulas com nomes famosos, como José Wilker, Mona Lazar, Denise Stoklos e outros. Em 1983, começou a atuar profissionalmente na televisão e no teatro.
Protagonizou, em 1991, o primeiro programa de teledramaturgia da televisão brasileira que tratou sobre o HIV, a minissérie O Portador, da Rede Globo. Em 1995, estrelou a telenovela Sangue do meu sangue, do SBT. Produziu e dirigiu nos palcos As Guerreiras do Amor, de Domingos de Oliveira, e trabalhou como assistente de direção em outras peças.
Em 2004, inaugurou, juntamente com sua irmã Izabela Periard, um espaço cultural na Barra da Tijuca, o espaço Yanperi, onde ministra cursos de interpretação.
Em 2010, foi homenageado, na Fundação Teatro Municipal Trianon, ao participar na programação dos 12 anos da casa como diretor da montagem teatral "Pedaços de Mim".
Em 2011, atuou na novela Amor e Revolução, como o delegado Aranha.
Em 2016, atuou na novela Escrava Mãe, como o traficante de escravos e capitão do mato Osório.
Em 2017, ele atuou em Apocalipse, como o psicopata Nicanor Duarte.
Em 2018, atuou na série O Mecanismo da Netflix. Também teve participação na série Carcereiros, em exibição na TV Globo.

## Carreira como ator

### Na televisão
| Ano  | Título                             | Personagem                  | Notas                                    |
| ---- | ---------------------------------- | --------------------------- | ---------------------------------------- |
| 2024 | Família É Tudo                     | Ramón Monteiro              |                                          |
| 2023 | Histórias (Im)Possíveis            | Lúcio                       | Episódio: "Falas da Vida"                |
| 2021 | Gênesis                            | Lameque                     |                                          |
| 2018 | Segundo Sol                        | Vicente                     | Episódios: "5–9 de novembro"             |
| 2018 | O Mecanismo                        | Daniel Souza (Dudinha)      | 7 episódios                              |
| 2017 | Apocalipse                         | Nicanor Duarte              |                                          |
| 2016 | Escrava Mãe                        | Osório                      |                                          |
| 2015 | Sete Vidas                         | Professor Lopes             | Participação                             |
| 2013 | As Canalhas                        | Márcio                      | Episódio: "Ingrid"                       |
| 2012 | Salve Jorge                        | Garcez                      | [ 4 ]                                    |
| 2011 | Amor e Revolução                   | Delegado Aranha             |                                          |
| 2008 | Água na Boca                       | Phillipi Cassoulet          |                                          |
| 2007 | Amigas & Rivais                    | Roberto Delaor              |                                          |
| 2007 | Amazônia, de Galvez a Chico Mendes | Rebello                     |                                          |
| 2006 | Cidadão Brasileiro                 | Victor Temisof              |                                          |
| 2005 | América                            | Wallace                     | Episódios: "18–19 de abril"              |
| 2004 | Senhora do Destino                 | Dr. Marcos                  | Participação                             |
| 2003 | Kubanacan                          | Fernando                    | Participação                             |
| 2002 | Pequena Travessa                   | George                      |                                          |
| 2001 | O Clone                            | Roger                       |                                          |
| 2000 | Vidas Cruzadas                     | Amaro                       |                                          |
| 2000 | Malhação                           | Praxedes                    |                                          |
| 1999 | Força de um Desejo                 | Padre Oswaldo               |                                          |
| 1999 | Você Decide                        | Boanerges                   | Episódio: "Profissão: Viúva "            |
| 1998 | Você Decide                        | —                           | Episódio: "Sexo Falado é Sexo?"          |
| 1997 | Mandacaru                          | Zagaia                      |                                          |
| 1996 | Xica da Silva                      | Félix                       |                                          |
| 1996 | Você Decide                        | —                           | Episódio: "Aconteceu..."                 |
| 1996 | Você Decide                        | —                           | Episódio: "Retrato em Preto e Branco"    |
| 1995 | Sangue do Meu Sangue               | Carlos Resende              |                                          |
| 1994 | A Viagem                           | Igor                        | Episódios: "2 de setembro–21 de outubro" |
| 1994 | Você Decide                        | Marcelo                     | Episódio: "Anjo Vingador"                |
| 1993 | Você Decide                        | —                           | Episódio: "A Sangue Frio"                |
| 1993 | Sonho Meu                          | William                     |                                          |
| 1992 | Despedida de Solteiro              | Mike                        |                                          |
| 1992 | Tereza Batista                     | Oto Espinheira              |                                          |
| 1991 | O Portador                         | Léo                         |                                          |
| 1990 | Gente Fina                         | Alex                        |                                          |
| 1990 | Delegacia de Mulheres              | José Antonio Neto (Netinho) | Episódio: "Acima de Qualquer Suspeita"   |
| 1989 | Cortina de Vidro                   | Marcelo                     |                                          |
| 1989 | Pacto de Sangue                    | Miguel                      |                                          |
| 1987 | Mandala                            | Miguel                      |                                          |
| 1987 | Brega & Chique                     | João Antônio                |                                          |
| 1986 | Roda de Fogo                       | Roberto Labanca             |                                          |
| 1986 | Dona Beija                         | Avelino                     |                                          |
| 1985 | A Gata Comeu                       | Tito                        |                                          |
| 1983 | Guerra dos Sexos                   | Jonas                       |                                          |
| 1981 | Baila Comigo                       | Aluno de Caio               |                                          |

### No cinema
| Ano  | Título                     | Personagem               | Notas          |
| ---- | -------------------------- | ------------------------ | -------------- |
| 2021 | Estado de Alerta           | Emanuel Trindade         | Curta-metragem |
| 2018 | Intimidade Entre Estranhos | Noé                      |                |
| 2016 | Bandeira                   | Anhanguera               | Curta-metragem |
| 2008 | Mistéryos                  | Delegado Miguel Zacarias |                |
| 2006 | Memórias da Chibata        | Juiz                     | Curta-metragem |
| 1988 | Eternamente Pagu           | Dirigente comunista      |                |
| 1987 | Rádio Pirata               | Pedro Bravo              |                |
| 1987 | Leila Diniz                | Eduardo                  |                |

### No teatro
- Jung - Sonhos de uma Vida
- Casa, Comida e Alma Lavada
- Um Pijama para Seis
- O Dia que Alfredo Virou a Mão
- Só pra Divertir
- Meus Prezados Canalhas
- O Cio da Lua Cheia
- O Olho Azul da Falecida, de Joe Orton
- Alice Através do Espelho, de Lewis Carroll
- A Farsa da Esposa Perfeita
- O Diário de um Mago
- Black-Out
- Sonho de uma Noite de Verão, de William Shakespeare

## Carreira como diretor e produtor
- Alabê de Jerusalém - teatro (direção)
- Pedaços de Mim - teatro (direção)
- As Guerreiras do Amor, de Domingos de Oliveira - teatro (produção e direção)
- Salomé - telenovela da TV Globo (estágio de direção)
- O Grito dos Anjos - teatro  (assistência de direção)
- O Colecionador, de John Fowles - teatro  (assistência de produção)
- Decamerão, de Boccaccio - teatro  (assistência de adaptação e direção)